# Route nationale 63
Die Route nationale 63, kurz N 63 oder RN 63, war eine französische Nationalstraße.
Die Straße führte von 1824 bis 1973 von Strasbourg zur deutschen Grenze bei Wissembourg, wo sie in die Bundesstraße 38 nach Ludwigshafen am Rhein überging. Sie geht auf die Route impériale 81 zurück. Ihre Länge betrug 60,5 Kilometer. Während der Besetzung Frankreichs im Zweiten Weltkrieg war die Straße Teil der Reichsstraße 38. Zwischen Wissembourg und Haguenau wurde eine neue Straße angelegt, die östlich die Orte umging, auf welche die Nationalstraße 63 verlegt wurde. Diese Straße wird heute als Départementsstraße 263 bezeichnet. 1973 wurde der Abschnitt nördlich von Hagenau deklassiert und 1978 zur deutschen Grenze bei Lauterbourg geführt:
- N 63 Strasbourg – Haguenau
- N 419 Haguenau – Rountzenheim
- N 68 Rountzenheim – deutsche Grenze

Ab 1992 wurden Teile der N 63 abgestuft, da parallel Autobahnen oder Schnellstraßen verliefen. Dabei entstanden aus Teilen der alten Trasse die Seitenäste N 363 und N 2063, sodass ab 2000 die N 63 nur noch zwischen Brumath und Reichstett sowie Haguenau und der A 35 verlief. 2006 erfolgte die komplette Abstufung. Die Gesamtlänge zusammen mit der alten Trasse der Fernverkehrsstraße 38 (später Reichsstraße 38, heute Bundesstraße 38) von Strasbourg bis nach Ludwigshafen am Rhein beträgt 130 Kilometer.

## N 363
Nach ihrer Verwendung als reguläre Nationalstraße von 1933 bis 1973 zwischen Jeumont und Vervins wurde die Nummer für einen Seitenast der N 63 verwendet. Dieser entstand zwischen 1987 und 1992 als Schnellstraße von der A 4 abzweigend und verlief zur deutschen Grenze bei Lauterbourg. 1996 wurde sie bis auf das Stück zwischen der letzten Anschlussstelle und der Grenze zur A 35 heraufgestuft.

## N 1063
Die N 1063 war die Bezeichnung für zwei Seitenäste der N 63. Der erste entstand 1993 als Nord- und Westumgehung von Haguenau; der zweite 1994 als Südostumgehung von Soufflenheim. Beide wurden 2006 zur D 1063 beziehungsweise D 2063 abgestuft.

## N 2063
Die N 2063 war ein Seitenast der N 63, der aus dieser 1992 entstand. Er verlief zwischen den Anschlussstellen 48 und 49 der A 4 über Vendenheim. 2006 wurde sie abgestuft.